# 정세균
정세균(丁世均, 1950년 11월 5일 (음력 9월 26일) ~ )은 대한민국의 정치인이다. 쌍용그룹 상무이사, 제 15~20대 국회의원, 제20대 국회 전반기 국회의장, 제9대 산업자원부 장관, 제46대 국무총리를 역임했다.

## 생애

### 유년기
본관은 압해이며, 전라북도 진안군에서 4남 3녀 중 셋째로 태어났다. 형편이 어려워 주천고등공민학교를 다니며 중졸 학력을 검정고시로 취득한 뒤 전주공업고등학교에 입학하였다가 전주신흥고등학교로 전학하였다. 1970년에 고려대학교 법대에 진학한 후 고려대학교 총학생회장과 대학 신문기자로 활동하며 유신 체제 반대운동을 주도했다. 
1978년 군에서 전역하고 쌍용에 입사하여 1995년까지 근무하며 상무이사까지 올랐다.

### 정치 활동

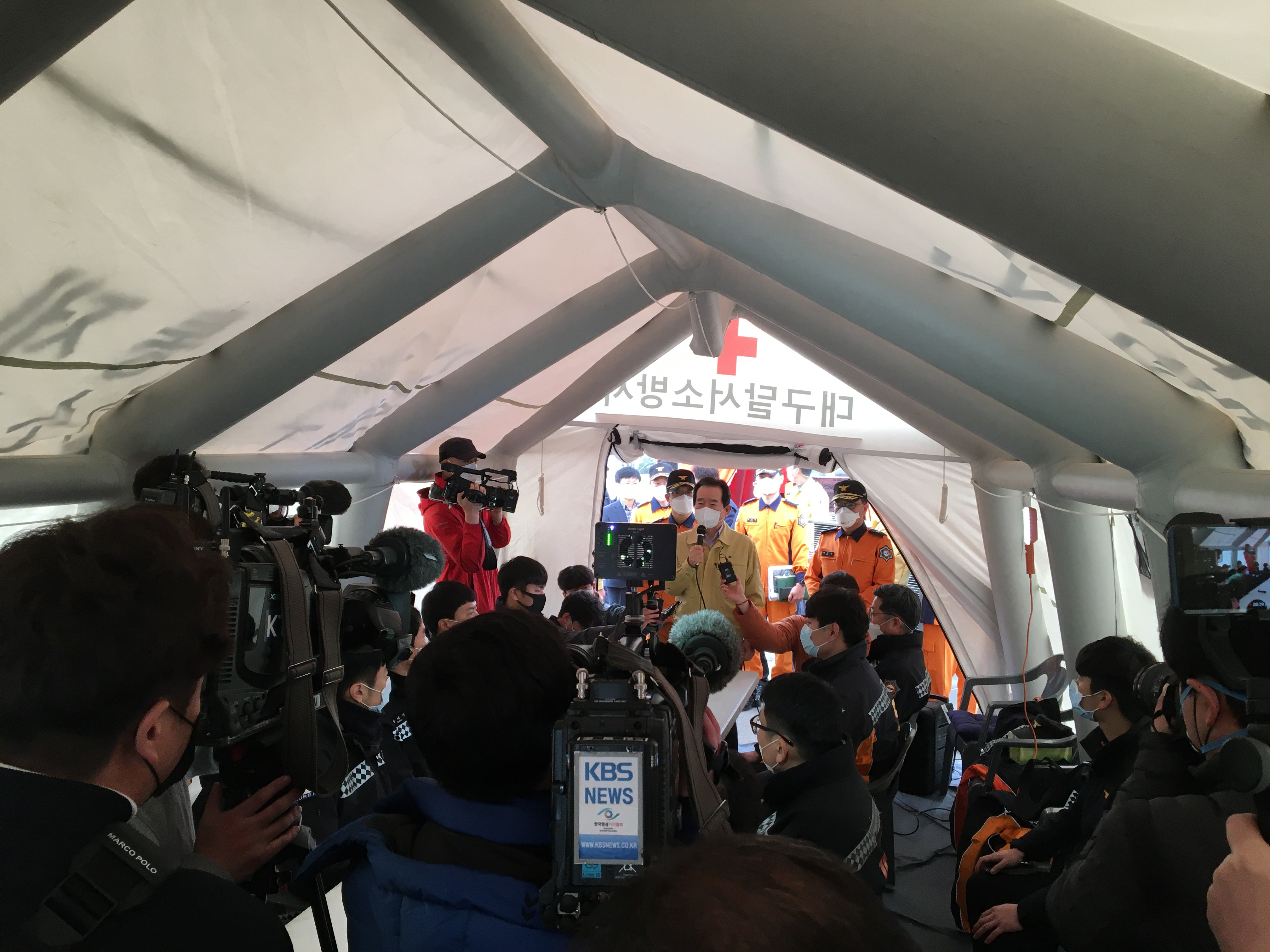
코로나-19 유행 대구광역시 이송지원 119구급대원 격려

1995년에 새정치국민회의 총재 김대중의 정계 입문 제안을 받고 1995년 김대중의 특별보좌관으로 정치에 입문했다. 1996년 제15대 국회의원에 당선된 이후 20대 국회까지 국회의원 6선까지 역임했다. 참여 정부 시절 2006년 2월부터 2007년 1월까지 산업자원부 장관을 역임했다. 대통합민주신당이 창당되기 전 열린우리당의 마지막 의장으로 활동했고, 2008년 7월 6일에 통합민주당의 대표로 선출됐다. 2009년 7월 24일 한나라당의 미디어법 강행처리에 반발하여 당시 김형오 국회의장에게 의원직 사퇴서를 낸 뒤 원외에 머무르다가 제5회 지방 선거에서 당선되어 다시 국회로 복귀했다. 하지만 그해 8월 2일에 7.28 재보궐선거에서 패배한 책임을 지고 대표직을 사퇴했다.
정세균은 지역구를 종로구로 옮긴 2012년 제19대 총선에서 친박근혜계 유력 정치인 홍사덕 새누리당 후보와 맞붙어 52.3% 득표율을 보이며 승리했다. 2012년 6월 대선 출마를 선언하고 민주통합당 당내 경선에 뛰어들었으나 최종 4위를 하였으며, 경선 결과 문재인 후보가 대통령 후보로 선출되었다. 문재인 대선 캠프에서 선대위 상임고문을 맡았다.
2016년 제20대 총선에서 오세훈 전 서울시장과 대결해 52.6%의 지지를 받으며 39.7% 득표율을 보인 오 전 시장을 크게 이겼다. 2016년 6월 9일 국회 본회의에서 열린 국회의장 선출 투표에서 정세균은 287표 가운데 274표를 얻어 국회의장이 되어 2018년 5월 29일까지 제20대 국회 전반기 국회의장을 역임했다.
2019년 12월 문재인 정부의 두 번째 국무총리로 지명되었고, 2020년 1월 14일에 제46대 국무총리로 취임하였다.

## 경력
- 1974년: 고려대학교 총학생회장
- 1978년~1995년: 쌍용그룹 직원
- 1995년~2000년: 새정치국민회의 전라북도 지부 진안군·무주군·장수군 지구당 위원장
- 1996년 4월 11일: 대한민국 제15대 국회의원 선거 당선(전북 진안군·무주군·장수군, 새정치국민회의, 초선)
- 1996년 5월 30일~2000년 5월 29일: 제15대 국회의원(전북 진안군·무주군·장수군, 새정치국민회의→새천년민주당, 초선)
- 1996년: 새정치국민회의 원내부총무
- 1996년: 새정치국민회의 총재특별보좌역
- 1996년: 새정치국민회의 전북도지부 수석부위원장
- 1996년: 새정치국민회의 제3정책조정위원장
- 1998년: 노사정위원회 간사위원 및 상임위원
- 1998년: 새정치국민회의 원내수석부총무
- 1998년: 국회 국회운영위원회 간사
- 2000년 4월 13일: 대한민국 제16대 국회의원 선거 당선(전북 진안군·무주군·장수군, 새천년민주당, 재선)
- 2000년 5월 30일~2004년 5월 29일: 제16대 국회의원(전북 진안군·무주군·장수군, 새천년민주당→무소속→열린우리당, 재선)
- 2000년~2003년: 새천년민주당 전라북도 지부 진안군·무주군·장수군 지구당위원장
- 2000년: 새천년민주당 전라북도 지부 위원장
- 2000년: 새천년민주당 제2정책조정위원장
- 2000년: 새천년민주당 정책위원회 의장 직무대행
- 2000년: 국회 예산결산특별위원회 간사
- 2002년: 국회 정치개혁특별위원회 간사
- 2002년: 새천년민주당 정책위원회 의장
- 2003년: 열린우리당 정책위원회 의장
- 2003년: 열린우리당 전라북도당 위원장
- 2004년: 국회 예산결산특별위원회 위원장
- 2004년 4월 15일: 대한민국 제17대 국회의원 선거 당선(전북 진안군·무주군·장수군·임실군, 열린우리당, 3선)
- 2004년 5월 30일~2008년 5월 29일: 제17대 국회의원(전북 진안군·무주군·장수군·임실군, 열린우리당→대통합민주신당→통합민주당, 3선)
- 2005년 1월~2006년 1월: 열린우리당 원내대표
- 2005년 10월~2006년 1월: 열린우리당 비상집행위원장
- 2005년~2006년: 국회 국회운영위원회 위원장
- 2006년: 제9대 산업자원부 장관
- 2007년 2월~2007년 8월: 열린우리당 의장
- 2007년 2월~2007년 8월: 열린정책연구원 이사장
- 2008년 4월 9일: 대한민국 제18대 국회의원 선거 당선(전북 진안군·무주군·장수군·임실군, 통합민주당, 4선)
- 2008년 5월 30일~2012년 5월 29일: 제18대 국회의원(전북 진안군·무주군·장수군·임실군, 통합민주당→민주당→민주통합당, 4선)
- 2008년~2011년: 민주당 전라북도당 진안군·무주군·장수군·임실군 지역위원회 위원장
- 2008년 7월~2010년 8월: 민주당 대표최고위원
- 2008년 8월 27일~2010년 8월 20일 : 제1대 민주정책연구원 이사장
- 2010년 10월~2011년 12월: 민주당 최고위원
- 2011년~2012년: 민주통합당 전라북도당 진안군·무주군·장수군·임실군 지역위원회 위원장
- 2012년 4월 11일: 대한민국 제19대 국회의원 선거 당선(서울 종로구, 민주통합당, 5선)
- 2012년~2013년: 민주통합당 서울특별시당 종로구 지역위원회 위원장
- 2013년~2014년: 민주당 서울특별시당 종로구 지역위원회 위원장
- 2014년~2015년: 새정치민주연합 서울특별시당 종로구 지역위원회 위원장
- 2015년~2020년: 더불어민주당 서울특별시당 종로구 지역위원회 위원장
- 2012년 5월 30일~2016년 5월 30일 : 제19대 국회의원(서울 종로구, 민주통합당→민주당→새정치민주연합→더불어민주당, 5선)
- 국회 국회개혁특별위원회 위원장
- 2016년 4월 13일: 대한민국 제20대 국회의원 선거 당선(서울 종로구, 더불어민주당, 6선)
- 2016년 5월 30일~2020년 5월 29일: 제20대 국회의원(서울 종로구, 더불어민주당→무소속→더불어민주당, 6선)
- 2016년 6월 9일~2018년 5월 29일: 제20대 국회 전반기 국회의장
- 2020년 1월 14일~2021년 4월 16일: 제46대 국무총리
- 2020년 8월~2021년 4월: 사회보장위원회 위원장
- 상생과 통일 포럼 상임고문
- 민주통합당 상임고문
- 민주당 상임고문
- 새정치민주연합 상임고문
- 더불어민주당 상임고문
- 2021년 5월~: 국기원 명예이사장
- 2022년 3월~2025년 3월: 제6대 사람사는세상 노무현재단 이사장
- 2023년~: 재단법인 김대중기념사업회 상임고문
- 2024년 9월~2025년 9월: 소수서원 원장

## 일화
- 2009년 7월 19일, 한나라당의 미디어법 강행처리 결사저지를 외치며 국회 당 대표실에서 무기한 단식 농성을 선언하고 이명박 대통령에게 여야 영수회담을 요구하였다.[5]
- 2009년 7월 22일, 그는 민주당의 원내대표인 이강래 의원과 함께 미디어법 강행처리를 주장하는 한나라당의 국회의장석 점거에 강력항의하며 의원직 사퇴 의사를 밝혔다.[6]
- 2009년 7월 24일, 민주당 대표로 있었던 그는 기자회견에서 “언론악법은 무효로, 부정투표와 불법 폭력에 의한 표결처리는 정당성을 가질 수 없다”고 밝혔다. 기자회견 이후 그는 한나라당의 미디어법(가칭) 날치기 처리 사건과 관련하여 의원직 사퇴서를 강기정 민주당 대표비서실장을 통해 김형오 국회의장에 제출하였으며, 국회 대표실과 의원회관에서 철수한 이후 7월 4번째 주부터 민주당 중앙당사로 출근하기로 하였다.[7]
- 2009년 12월, 의원직 사퇴서를 던진 지 4개월이 지나도 수리될 기미는 전혀보이지 않아 '정치쇼'라는 비난을 받고 있다.[8][9][10]
- 2009년 12월, 2006년 참여정부 산업자원부 장관 재직 시절 곽영욱의 인사청탁 개입여부와 관련하여 동아일보의 보도로 논란이 일었다.[11]
- 2010년 7월 28일 재보선 패배에 책임을 물어 대표직 사의를 표명했다.
- 2010년 9월, 2009년 12월 인사청탁 관련 동아일보의 보도가 오보임이 입증되었다. 동아일보는 "사실 확인 결과, 정세균은 곽영욱으로부터 2만 달러를 받거나 그 대가로 곽영욱을 대한석탄공사 또는 한국남동발전 사장으로 추천한 것이 아님이 밝혀져 이를 바로잡습니다"라고 정정보도문을 냈다.[12]
- 2010년 10월 3일 인천 전당대회에서 민주당 최고위원으로 당선.
- 2011년 4월 7일 싱크탱크 "국민시대" 출범
- 2016년 7월 27일 정세균은 자신이 이인수 수원대학교 총장의 국감 증인 채택을 무마했다는 의혹을 보도한 한겨레를 상대로 5000만 원의 손해배상을 청구했다.[13][14]
- 2017년 9월 4일 JTBC의 비정상회담 165회에 게스트로 출연하였다.
- 2020년 2월 13일 코로나바이러스감염증-19(코로나19) 범유행의 여파로 인한 유동 인구 급감으로 인하여 어려움을 겪고 있는 신촌 명물거리의 한 음식점을 방문하여 "요새는 (손님이) 적으시니까 편하시겠네"라며 손님 급감으로 울상을 짓고 있는 자영업자를 조롱하는 발언을 하여 야권으로부터 비판의 대상이 되었다.[15]

## 역대 선거 결과
|  | 68.86% |

|  | 65.14% |

|  | 78.08% |

|  | 74.00% |

|  | 52.26% |

|  | 52.60% |

## 소속 정당
| 소속 정당 | 소속 정당      | 소속 기간 | 비고           |
| --------- | -------------- | --------- | -------------- |
|           | 새정치국민회의 | 1995~2000 | 창당 정계 입문 |
|           | 새천년민주당   | 2000~2003 | 합당           |
|           | 무소속         | 2003      | 탈당           |
|           | 열린우리당     | 2003~2007 | 창당           |
|           | 대통합민주신당 | 2007~2008 | 합당           |
|           | 통합민주당     | 2008      | 합당           |
|           | 민주당         | 2008~2011 | 당명 변경      |
|           | 민주통합당     | 2011~2013 | 합당           |
|           | 민주당         | 2013~2014 | 당명 변경      |
|           | 새정치민주연합 | 2014~2015 | 합당           |
|           | 더불어민주당   | 2015~2016 | 당명 변경      |
|           | 무소속         | 2016~2018 | 탈당           |
|           | 더불어민주당   | 2018~현재 | 복당 정계 은퇴 |

## 저서
- 《정치 에너지》(ISBN 978-89-90106-96-4)

## 수상
- 2018. 7. 17. 국민훈장 무궁화장

## 같이 보기
- 대한민국의 국회의장
- 대한민국의 국무총리
- 대한민국의 산업통상자원부 장관
- 무주군의 국회의원
- 진안군의 국회의원
- 장수군의 국회의원
- 임실군의 국회의원
- 서울 종로구의 국회의원
- 진안군·무주군·장수군
- 진안군·무주군·장수군·임실군
- 종로구 (1988년 선거구)